# Prueba del escalón de Harvard
La Prueba del Escalón de Harvard (Harvard Step Test) es una de las muchas formas de calcular la capacidad de recuperación del deportista a través de la frecuencia cardíaca. La Prueba de Harvard es una de las formas más sencillas de evaluar la capacidad cardiovascular.
Está fundamentada en que el tiempo de recuperación después del ejercicio es un índice confiable para valorar la tolerancia aeróbica o aptitud cardiorespiratoria.
La prueba se desarrolló en la Universidad de Harvard en 1943. Existen varias versiones modificadas de la prueba original; un ejemplo es la Prueba de Paso de Tecumseh. Otra versión modificada, la Prueba de Paso de Sharkey, fue desarrollado en la década de 1970 para su uso por el Servicio Forestal de los Estados Unidos en la Universidad de Montana en Missoula.[cita requerida]

## Materiales y equipo
Para la realización de la prueba se necesita:
- Un banco resistente con una altura de 20 pulgadas (unos 50,8 cm) para varones y 18 pulgadas (unos 45,8 cm) para mujeres que hará las veces de "escalón".
- Metrónomo (opcional).
- Cronómetro o reloj.

### Preparación y ejecución de la prueba
Primero se debe ensayar la forma correcta de subir y bajar el escalón. Una ejecución se considera completa cuando el sujeto pone un pie sobre el escalón, sube poniendo ambos pies en el mismo, extiende completamente las piernas al estar arriba del escalón y endereza la espalda, e inmediatamente desciende con el pie que subió primero. Los brazos se deben mantener a los lados.

### Ejecución
El sujeto debe mantener la siguiente cadencia para las ejecuciones. Dos segundos para cada ejecución completada (30 ejecuciones por minuto) durante 5 minutos.
La prueba se detiene al completar el tiempo requerido o con la extenuación, o cuando el sujeto no es capaz de seguir el ritmo o se retrasa 10 segundos.
Después el sujeto debe tomar asiento y en reposo realizar tres tomas de pulsaciones (ppm), de 30 segundos cada una, del siguiente modo:
- 1 minuto después de finalizar se toma la frecuencia del pulso durante 30 segundos = Pulso P1
- 2 minutos después de finalizar se toma la frecuencia del pulso durante 30 segundos = Pulso P2
- 3 minutos después de finalizar se toma la frecuencia del pulso durante 30 segundos = Pulso P3

Se obtiene una puntuación, que es el resultado de la prueba, según la siguiente ecuación:
{\displaystyle [(D*100)]/[2*(P1+P2+P3)]}
Donde D es la duración total de la prueba en segundos.
Existe una forma simplificada que consiste en realizar únicamente la primera toma de pulsaciones al minuto de finalizar el ejercicio:
{\displaystyle [(D*100)]/[5,5*(P1)]}

### Interpretación de los resultados
Seguidamente, se determina la clasificación cardiovascular según estos valores:
- >90 Excelente
- 80-89 bueno
- 65-79 Medio
- 55-64 Débil
- <55   Mal